# Christoph Schneider (Politiker)
Johann Christoph Schneider (* 24. Februar 1775 in Viesebeck; † 24. Oktober 1816 ebenda) war ein deutscher Grebe und Abgeordneter.

## Leben
Schneider war herrschaftlicher Grebe in Viesebeck. 1815/1816 war er Mitglied des Landtages des Kurfürstentums Hessen-Kassel für den Bauernstand im Diemelstrom.